# María Luisa Bemberg
Pour les articles homonymes, voir Bemberg.
María Luisa Bemberg est une scénariste et réalisatrice argentine, née le 14 avril 1922 à Buenos Aires, ville où elle est morte le 7 mai 1995 .

## Biographie
Elle est l'arrière-petite-fille d'Otto Bemberg et la mère de Carlos Miguens Bemberg (en).
Elle participe à la création de plusieurs groupes féministes dont l'Union féministe argentine (UFA). Sa démarche artistique et politique tend à redonner une place de choix à la gent féminine jusqu'alors oppressée dans une Argentine contrôlée par le pouvoir masculin. 
María Luisa Bemberg, Lita Stantic, Sara Facio, Susana López Merino, Gabriela Massuh, Marta Bianchi et Beatriz Villalba Welsh fondent l'association La Mujer y el Cine en 1988, dont l'objectif est d'organiser un festival annuel de films de femmes du même nom. 
Elle écrit d'abord des scénarios, réalise des courts métrages avant de se mettre aux longs métrages à l'âge de 60 ans.
Elle va explorer dans ses réalisations la psychologie, la condition et les transgressions féminines. 
Sa force est celle de s'être imposée comme référence féminine dans le cinéma argentin.

## Filmographie

### Comme réalisatrice
- 1981 : Momentos (es) (+ scénariste)
- 1982 : Señora de nadie (es) (+ scénariste)
- 1984 : Camila (+ scénariste)
- 1986 : Miss Mary (+ scénariste)
- 1990 : Moi, la pire de toutes (Yo, la peor de todas) (+ scénariste)
- 1993 : On n'en parle pas (De eso no se habla)  (+ scénariste)

### Comme scénariste y directora
- 1971 : Crónica de una señora (es)
- 1975 : Triángulo de cuatro
- 1997 : El Impostor